# Dýrafjörður
Dýrafjörður är en fjord i republiken Island.   Den ligger i regionen Västfjordarna, i den västra delen av landet, 210 km norr om huvudstaden Reykjavík.
Inlandsklimat råder i trakten. Årsmedeltemperaturen i trakten är −3 °C. Den varmaste månaden är juli, då medeltemperaturen är 10 °C, och den kallaste är mars, med −8 °C.